# زورزمه
زورزمه، روستایی از توابع بخش رحیم‌آباد شهرستان رودسر در استان گیلان ایران است.

## جمعیت
این روستا در دهستان اشکور سفلی قرار دارد و براساس سرشماری مرکز آمار ایران در سال ۱۳۸۵، جمعیت آن ۷۴ نفر (۲۲خانوار) بوده‌است.